# パワーレンジャー・ダイノサンダー
『パワーレンジャー・ダイノサンダー』（Power Rangers Dino Thunder）は、アメリカ合衆国のテレビドラマ。日本の特撮テレビドラマシリーズ「スーパー戦隊シリーズ」の英語版ローカライズ作品「パワーレンジャーシリーズ」の第12シーズンであり、第10作目である。本作品は『爆竜戦隊アバレンジャー』がベースとなっている。2004年2月14日から同年11月20日までABCファミリー内のジェティックス（旧：ABCファミリー・アクションブロック）で放送。ABC放送、トゥーン・ディズニーでも放送された。全38話。

## ストーリー
伝説の戦士トミーに選ばれた若きパワーレンジャーが彼とともに悪と戦う。

## 概要
パワーレンジャーを指導する役所として、マイティ・モーフィン・パワーレンジャーのグリーンレンジャーおよびホワイトレンジャー、パワーレンジャー・ジオのレッドレンジャー、パワーレンジャー・ターボの前期のレッドレンジャーとして活躍したトミーが再登場。彼専用の番宣を放送するなど破格の扱いだったが、個人的な事情でトミー役のジェイソン・デビッド・フランクがアメリカに急遽帰国しなければならなくなったために、10話近くに亘ってトミーの変身前の姿が登場しないなど物語の展開に影響を及ぼすこととなった。
このような状況下で制作された第19話「Lost & Found in Translation」 は、コナーたちが衛星放送で偶然、日本のテレビ番組『爆竜戦隊アバレンジャー』第10話を見るという異色のエピソードである。
第4話 「Legacy Of Power」は第1作から数えて通算500話となったことを記念して、歴代シリーズの総集編が放送された。

## 登場人物

### パワーレンジャー・ダイノサンダー
通称：ダイノレンジャー。変身の掛け声は「ダイノサンダー・パワーオン」。
コナー・マクナイト/レッドレンジャー/トライアシックレンジャー（アバレッド/アバレマックス）
パワーレンジャーのリーダー。サッカー好きの青年。高速移動の能力を持つ。弟は『パワーレンジャー・ニンジャストーム』に登場したエリック・マクナイト。
『パワーレンジャー・S.P.D.』の時代では、全国で人気のサッカー教室の設立者になっている。イーサンとキラと共に未来の世界と現代の両方でS.P.D.レンジャーと共闘。
イーサン・ジェームズ/ブルーレンジャー（アバレブルー）
パワーレンジャーのサブリーダー。コンピューターが趣味。腕を鋼鉄のように硬くできる。
『パワーレンジャー・S.P.D.』の時代では、S.P.D.でも使用されているソフトウェアのエンジニアとなっている。
キラ・フォード/イエローレンジャー（アバレイエロー）
歌が得意。超音波を放つ能力をもつ。
『パワーレンジャー・S.P.D.』の時代では、人気シンガーになっている。
Dr.トーマス"トミー"オリバー/ブラックレンジャー（アバレブラック）
パワーレンジャーの新リーダー。通称はドクター・オー。伝説のパワーレンジャーでありマサチューセッツ工科大学を卒業した著名な考古学者でもあり、リーフサイド高校に理科の教師として赴任してきた。教師として、また、先輩レンジャーとしてコナーたちを導く。
一度、かつて自分が変身していたグリーンレンジャー、ホワイトレンジャー、ジオレンジャー5・レッドの幻影が現れているが、後任に譲った力であるためかターボレッドレンジャーは出現しない。
『パワーレンジャー・S.P.D.』では未来から来たS.P.D.レンジャーと共闘。ダイノサンダーのレンジャーでは唯一顔出しがなかった。
トレント・フェルナンデス/ホワイトレンジャー（アバレキラー）
コナーたちの同級生。通称はマーサー。メソゴグにより悪のホワイトレンジャーとして操られていたが、悪の心が取り除かれたことにより仲間となる。普段は喫茶店「サイバースペース」でウェイターの仕事をしている。変身コールは「ホワイトレンジャー・ダイノパワー」。日本版とは異なり変身バンクが用意された。
『パワーレンジャー・S.P.D.』では未来から来たS.P.D.レンジャーと共闘。

### 協力者
ヘイリー・ジクター
パワーレンジャーのサポートを務める女性。トミーとは大学の同級生である。仕事はサイバースペースのチーフマネージャー。
パワーレンジャー・ニンジャストーム
前作のパワーレンジャー。中盤で彼らと共闘する。他にセンセイ、カプリとマラーの姉妹も登場。
パワーレンジャー・S.P.D.
次回作のパワーレンジャー。S.P.D.の後半で二度共闘しており、一回目は本編終了後のコナー、キラ、イーサンが未来に行く形で、二回目は未来のS.P.D.勢が本編時の時代に来る形で共演している。

### 一般人
キャシディー・カール・コーネル
リーフサイド高校のテレビ局のリポーター。本作品のコメディリリーフ。
デヴィン・デル・ヴァール
キャンディーのパートナーであるカメラマン。
ジャッキー・マーチャンドによれば当初は6人目のパワーレンジャーになる予定だったが、日本の映像との兼ね合いから、実現しなかったと述べている。

### 敵
メソゴグ
Drアントン・マーサーが実験中の事故から恐竜人間となり、その時に誕生した邪悪な人格に乗っ取られた姿。世界中の人間を全て恐竜人間に変えて支配しようと企む。最終的にはアントンと分離し、独立した存在となった。その後、ダイノクリスタルのエネルギーを吸収したために4体に分裂してパワーレンジャーと戦い、倒された。
Drアントン・マーサー
トレントの義父である遺伝子学者で大富豪。かつてトミーとともに遺伝子の研究をしていた。メソゴグに体を半分乗っ取られており、一定周期で元の人格に戻る。
エルザ
メソゴグの部下である女サイボーグ。非常に高い戦闘力を持つ。普段はコナーたちが通うリーフサイド高校の教頭になりすましている。最後は記憶を失って人間に戻った。
ランドル教頭
エルザの表の顔。コナーたちが通うリーフサイド高校に新たに赴任した教頭。厳しい性格であるため、生徒からは「前職は看守」だと噂され、恐れられている。
ゼルトラックス（暗黒の鎧→鎧の邪命戦士）
メソゴグの部下。その正体はトミーの科学者時代の同僚、テレンス・スミスが事故で死亡した後、メソゴグによってサイボーグとして蘇った姿。自分が死んだのはトミーのせいだと思い込み、彼への復讐を第一に考えている。剣と楯を持ち、専用の飛行船も持っていたが飛行船は破壊されている。また、目から光線を出す。エルザに好意を持っているが、彼女からは相手にされていない。後にパワーアップして驚異的な再生能力を得、レンジャーたちと対決するが、強化形態に変身したコナーに敗れた。
偽ホワイトレンジャー
コピーオターの影響でトレントから悪の心が分離して誕生した。ダイノステガゾードを操る。最期はトレントによって倒された。
モンスター（トリノイド&ギガノイド）
メソゴグたちが生み出した怪物たち。ギガノイドの姿をしたモンスターは原典とは異なり等身大の姿でも活動できた。
ティラナ・ドローン
軍団の戦闘員で、両手が鎌になっている。元々はトミーとアントンが作り出した人造生物。
トリプトイド（ゾゾル&ゲゲル）
軍団の戦闘員で、白と黒の二色に分かれている。イーサンが遊んでいたゲームに登場するキャラクターが実体化したもの。

### その他
ジャパニーズ・パワーレンジャー（第19話のみの登場）
コナーたちが見ていた衛星放送で登場。この作品の原作である『爆竜戦隊アバレンジャー』の登場人物。
- レッドレンジャー（伯亜 凌駕）
- ケニー・幸人/ブルーレンジャー（三条 幸人）
- イエローレンジャー（樹 らんる）
- マイキー/ブラックレンジャー（アスカ）
- Mr. オショーネシー（横田さん）
- ワッカー・ウィルソン（バッキー・バンズ）
- カ・ヂン（バンクマッシュルーム）
- 敵の少女（黎明の使徒リジェ）
- ミシー（破壊の使徒ジャンヌ）
- イジー（ミケラ）
- パップページ（ヴォッファ）

## メカニック
いずれも、日本版と違い自我を持たず純然たるマシーンという設定。
サンダーザウルスメガゾード（アバレンオー）
ティラノゾード（ティラノサウルス）
トリケラゾード（トリケラトプス）
プテラゾード（プテラノドン）
ダイノステガゾード（キラーオー）
ドラゴゾード（トップゲイラー）
ステガゾード（ステゴスライドン）
ブラキオゾード（ブラキオサウルス）
ケファラゾード（バキケロナグルス）
玩具は発売されていない
ディメトロゾード（ディメノコドン）
パラサウルゾード（パラサロッキル）
アンキロゾード（アンキロベイルス）
メゾドンゾード（スティラゴサウルス）
メゾドンメガゾード（マックスオージャ）
トリケラマックスメガゾード（マックスリュウオー）
レプリカントゾード（バクレンオー）
サンダーザウルスメガゾードのコピー。玩具はブリザードフォースメガゾードの名称で発売。劇中のカラーリングがアメリカ人には受け入れられないと判断されたことから、玩具ではカラーリングが変更されている。

## 装備
ダイノモーファー（ダイノブレス）
レッド・ブルー・イエローの変身ブレス。
玩具では日本版よりも小さく、名称もサンダーザウルスモーファーに変更されている。
サンダーマックスセイバー（アバレイザー）
レッド・ブルー・イエローの銃モードから剣モードに変形。
ティラノスタッフ（ティラノロッド）
レッドレンジャーが使用する先端にティラノゾードの頭部が付いた棍棒。
トリセラシールド（トリケラバンカー）
ブルーレンジャーが使用するトリケラゾードの頭部を模した盾。
プテログリップ（プテラダガー）
イエローレンジャーが使用するプテラゾードの頭部を模した短剣
Zレックスブラスター（ダイノボンバー）
合体銃。
ブラキオモーファー（ダイノコマンダー）
ブラックレンジャーの変身ブレス。
ブラキオスタッフ（ダイノスラスター）
ブラックレンジャーの杖。
スーパーZレックスブラスター（スーパーダイノボンバー）
合体砲。
ドラゴモーファー（ダイノマインダー）
ホワイトレンジャーの変身ブレス。
ドラゴソード（ウイングペンタクト）
ホワイトレンジャーの剣。
トライアシックモーファー（ダイノブレスアバレマックスバージョン）
パワーアップアイテム。
トライシアックシールド（スティライザー）
パワーアップ武器盾と剣とサモナー。
トライアシックバトライザーモーファー
バトライザー強化変身アイテム。
ラプターライダー（ライドラプター）
トミーの研究室にあった卵から誕生した恐竜型の人工生命体。
レンジャー達を背中に乗せて走行する。
ラプターサイクル
ヘイリーが開発したバイク。ビーム砲が装備されている。
ホバークラフトサイクル
ヘイリーが開発したブルーレンジャー用のマシン。
ダイノATV
メゾゴグが開発した全地形対応車。ホワイトレンジャー用とブラックレンジャー用の2台がある。玩具はサンダーATVの名称で発売。
トリケラマックスコマンドセンター
ヘイリーが開発した大型装甲車。ビーム砲が装備されており、遠隔操作も可能。

## キャスト

### レギュラー・準レギュラー
- コナー・マクナイト：ジェームス・ネイピア
- イーサン・ジェームズ：ケビン・ダンハニー
- キラ・フォード：エマ・ラハナ
- トミー・オリバー：ジェイソン・デビッド・フランク
- トレント・フェルナンデス：ジェフリー・パラッツォ
- ヘイリー・ジクター：イズメイ・ジョンソン
- キャシディー・アグネス・コーネル：カトリーナ・デヴァイン
- デヴィン・デル・ヴァール：トム・ハーブ
- メソゴグ/Drアントン・マーサー ：レイサム・ゲーンズ
- エルサ/ランドル教頭：ミリアマ・スミスメイ
- ゼルトラックスの声：ジェームズ・ゲイリン
- 偽ホワイトレンジャーの声：アダム・ガードナー

### ゲスト出演者
- 学生(1)：マシュー・パリー
- ベックマン(3)：マーク・クレア
- サッカー選手(3)：マット・ケネディ
- ケリー・スタイルス(6)：モーガン・リース・フェアヘッド
- エドワード（11、24、27）： スティーヴン・ホール
- ジャパニーズレッドレンジャー(19)：西興一朗[注釈 1]（声 - ジェームズ・リネハン）
- ケニー・幸人(19)：冨田翔[注釈 1]（声 - ジョルギト・ヴァルカスJr.）
- ジャパニーズイエローレンジャー(19)：いとうあいこ[注釈 1]（声 - モーガン・リーズ・フェアヘッド）
- マイキー(19)：阿部薫[注釈 1]（声 - ジョン・バーカー）
- 少女(19)：西島未智[注釈 1]（声 - ヘレナ・イーストン）
- 敵の少女(19)：鈴木かすみ[注釈 1]（声 - レズリー・フィリップス）
- ミシー(19)：桜井映里[注釈 1]（声 - アンジェラ・シャーリー）
- Mr. オショーネシー(19)：諏訪太朗[注釈 1]（声 - スチュアート・デヴァニー）
- ワッカー・ウィルソン(19)：サムエル・ポップ・エニング[注釈 1]（声 - ジャーメイン・ターナー）
- イジーの声(19)：マット・サンダーランド
- パップページの声(19)：パトリック・ウィルソン
- ジャパニーズレンジャー・モーファーの声(19)：ジェレミー・バーチャル
- 老婆(19)：花原照子[注釈 1]（声 - スーザン・ブラディ）
- エディ(23)、アナウンサーの声（31・32）：ケルソン・ヘンダーソン
- MMPRグリーンレンジャーの声(27)、MMPRホワイトレンジャーの声(27)、ジオレッドレンジャーの声(27)：ジェイソン・デビッド・フランク
- ニュースレポーター(27)：パトリック・ウィルソン
- シェイン・クラーク（31・32）：プア・マガシヴァ
- トリ・ハンソン（31・32）：サリー・マーティン
- ウォールドー・ブルークス（31・32）：グレン・マクラミカン
- ハンター・ブラッドリー（31・32）：アダム・トゥオミネン
- ブレイク・ブラッドリー（31・32）：ジョルギト・ヴァルカスJr.
- キャメロン・ワタナベ（31・32）：ジェイソン・チャン
- センセイ・カノイ・ワタナベ（31・32）、ローサー（31・32）：グラント・マクファーランド
- カプリ（31・32）：カトリーナ・ブラウン
- マラー（31・32）：カトリーナ・デヴァイン

### スタント・スーツアクター
- レッドダイノレンジャー[9][10]（変身前のスタントも担当[9]）、ブラックダイノレンジャー[9] 、ジオレッドレンジャー[11]、MMPRグリーンレンジャー[12]、レッドウィンドレンジャー[13]、ティラナ・ドローン[14] - 羽賀亮洋
- レッドダイノレンジャー（代役）[15][16]、ブラックダイノレンジャー 、ホワイトダイノレンジャー[5] 、MMPRホワイトレンジャー[16]、レッドウィンドレンジャー[16]、ゼルトラックス[16]、トミー・オリバー（スタント）[17]- 本間崇寛
- レッドダイノレンジャー（ダイノスーパーモード）[18]、ブラックダイノレンジャー[15][19] - 荒川真
- ブルーダイノレンジャー[20][15]（変身前のスタントも担当[21]）、ホワイトダイノレンジャー[22]、イエローウィンドレンジャー[23] - 南博男
- ブルーダイノレンジャー[24](バイクスタント)、ホワイトダイノレンジャー(バイクスタント)- -ルーク・スミス
- イエローダイノレンジャー[5] - 梛野素子
- イエローダイノレンジャー[25] 、ティラナ・ドローン[14] - 横山和博
- イエローダイノレンジャー[26] -中村 忠弘
- ホワイトダイノレンジャー[22][15]、ゼルトラックス[27]、ティラナ・ドローン[28]- 川澄 朋章
- ホワイトダイノレンジャー、ティラナ・ドローン-飯塚吉夫
- その他スタント -小池達朗、グレン・レヴィ、アイザック・アモン、他

## スタッフ
- 製作総指揮：ダグラス・スローン、アン・オースティン
- 共同製作総指揮：坂本浩一
- プロデューサー：ジャニン・ディケンズ
- ストーリーエディター：ジャッキー・マーチャンド
- 音楽：ブルース・リンチ
- 撮影監督：サイモン・リエラ
- セカンドユニット監督：小池達朗、南博男（クレジット無し[21]）
- セカンドユニット撮影監督：レワ・ハーレ、ギャヴィン・ストラウド
- スタント・コーディネーター：マーク・ハリス
- アートディレクター：ジェフ・エリス
- キャスティング：クリスティーナ・アレッシャー（NZ担当）、ステファニー・ゴリン（カナダ担当）、アニタ・コーラン
- 原作：八手三郎
- 制作：ルネサンス・アトランティック・エンターテイメント、東映、ヴィレッジ・ロードショー・KP・プロダクション
- 製作著作：BVSエンターテイメント、BVSインターナショナル

## 主題歌
「Power Rangers DinoThunder」
作詞 - ダグラス・スローン / 作曲 - ブルース・リンチ / 歌 - スティーブ・ラーキンス

## 各話リスト
| 話数 | サブタイトル                | 登場モンスター | 監督                     | 脚本                                        | 放送日         |
| ---- | --------------------------- | --- | ------------------------ | ------------------------------------------- | -------------- |
| 1    | Day Of The Dino, Part I     | ― | チャーリー・ハスケル     | ダグラス・スローン                          | 2004年 2月14日 |
| 2    | Day Of The Dino, Part II    | 巨大飛行メカ | チャーリー・ハスケル     | アン・オースティン                          | 2004年 2月14日 |
| 3    | Wave Goodbye                | バードブレイン（ハッカラスナイパー） | チャーリー・ハスケル     | ダグラス・スローン                          | 2月21日        |
| 4    | Legacy Of Power             | ― | アンドレ・メリフィールド | アン・オースティン                          | 2月28日        |
| 5    | Back In Black               | ポリネイーター（キンモクセイカミカクシ） （声 - アリステア・ブラウニング） | アンドレ・メリフィールド | アン・オースティン                          | 3月6日         |
| 6    | Diva In Distress            | ドンキーバック（ザクロバキューム） （声 - ジェイソン・ホイト） | アンドレ・メリフィールド | ジャッキー・マーチャンド                    | 3月13日        |
| 7    | Game On                     | ディマグネトロン（ジシャクナゲンゴロウ） （声 - アリステア・ブラウニング） （声 - ダラス・バーネット） | アンドレ・メリフィールド | ジョン・テリジェン                          | 3月20日        |
| 8    | Golden Boy                  | ダイストロン（運命） （声 - アンドリュー・ロバート） ゴールデンロッド（英雄） （声 - ジェームズ・ゲイリン） | ポール・グラインダー     | アン・オースティン                          | 3月27日        |
| 9    | Beneath The Surface         | スコルペックススコルペックス（時計） （声 - スティーヴン・ブラントン） | ポール・グラインダー     | ジャッキー・マーチャンド                    | 4月3日         |
| 10   | Ocean Alert                 | メガローダー（シャークルマーガレット） （声 - ポール・バレット） | ポール・グラインダー     | ジョン・テリジェン                          | 4月10日        |
| 11   | White Thunder, Part I       | ザ・クリーチャーザ・クリーチャー（バクダンデライオン） （声 - カール・ブランド） | チャーリー・ハスケル     | ダグラス・スローン                          | 4月17日        |
| 12   | White Thunder, Part II      | アンゴー（狩） （声 - ピーター・フィーニー） | チャーリー・ハスケル     | ダグラス・スローン ジャッキー・マーチャンド | 4月24日        |
| 13   | White Thunder, Part III     | アンゴー（狩） （声 - ピーター・フィーニー） | チャーリー・ハスケル     | ダグラス・スローン ジャッキー・マーチャンド | 5月1日         |
| 14   | Truth And Consequences      | ― | アンドレ・メリフィールド | ジャッキー・マーチャンド                    | 5月8日         |
| 15   | Leader Of The Whack         | ロボボット（新世界） （声 - マーク・ライト） | アンドレ・メリフィールド | ジョン・テリジェン                          | 5月15日        |
| 16   | Burning At Both Ends        | インセクトライト（ムカデンパンジー） （声 - ジョン・リー） | アンドレ・メリフィールド | アン・オースティン                          | 5月22日        |
| 17   | The Missing Bone            | フォッシルダーフォッシルダー（復活） （声 - グレン・デレク） | ポール・グラインダー     | ダグラス・スローン                          | 5月22日        |
| 18   | Bully For Ethan             | ターマイトロン（ハエマツ） （声 - スコット・ウィルス） | ポール・グラインダー     | アン・オースティン                          | 6月12日        |
| 19   | Lost & Found In Translation | カ・ヂン | ポール・グラインダー     | スティーブ・スレイヴキン                    | 6月12日        |
| 20   | It's A Mad Mad Mackerel     | マッド・マッケラル（ツリバカツオリーブ） （声 - キャメロン・ロードス） | ポール・グラインダー     | マーク・ホフマイヤー                        | 6月19日        |
| 21   | Copy That                   | コピーオター（ラッコピーマン） （声 - グレッグ・ジョンソン） | ダグラス・スローン       | ジャッキー・マーチャンド                    | 7月10日        |
| 22   | Triassic Triumph            | ホワイト・テラーザウルス（キラーゴースト） （声 - マーク・ライト） モニターのモンスター（エヴォレンジャー） | ダグラス・スローン       | アン・オースティン                          | 7月17日        |
| 23   | A Star Is Torn              | ザ・ローバー（バルギゲニア） （声 - アリステア・ブラウニング） | ダグラス・スローン       | ダグラス・スローン                          | 7月24日        |
| 24   | A Ranger Exclusive          | ジュピトー（ジュピター） （声 - ジョエル・トベック） | アンドレ・メリフィールド | ダグラス・スローン                          | 7月31日        |
| 25   | Tutenhawken's Curse         | トゥーテンホーケン（ハゲタカライチ） （声 - デレク・ジャッジ） | アンドレ・メリフィールド | ジャッキー・マーチャンド                    | 8月7日         |
| 26   | Disappearing Act            | ゾアノックス（ヒルリンドウ） （声 - アンソニー・レイ・パーカー） | アンドレ・メリフィールド | ダグラス・スローン                          | 8月21日        |
| 27   | Fighting Spirit             | ホワイト・テラーザウルス2（キラーゴースト二世） （声 - マーク・ライト） | ポール・グラインダー     | ジャッキー・マーチャンド                    | 8月28日        |
| 28   | The Passion Of Connor       | デッドウッド（悲劇的） （声 - アンディ・フォークナー） | ポール・グラインダー     | アン・オースティン                          | 9月4日         |
| 29   | Isn't It Lava-ly            | ホーン・リムド・モンスター（アヤメガネズミ） （声 - ピーター・ドーブ） | ポール・グラインダー     | ブルース・カリッシュ                        | 9月18日        |
| 30   | Strange Relations           | ジェイド・グラディエーター（不滅） （声 - ジェフ・ドラン） スコーチ（奇跡） （声 - ジム・マクラーティ） | チャーリー・ハスケル     | ジャッキー・マーチャンド                    | 9月25日        |
| 31   | Thunder Storm, Part I       | ローザーボディーガード（ミケラ、ヴォッファ） ザーゲイン ウルフブレイドス ボールド・ルーザー ローザーボディーガード ブルー・フェイス | チャーリー・ハスケル     | ダグラス・スローン                          | 10月2日        |
| 32   | Thunder Storm, Part II      | ローザーボディーガード（ミケラ、ヴォッファ） ザーゲイン ウルフブレイドス ボールド・ルーザー ローザーボディーガード ブルー・フェイス | チャーリー・ハスケル     | ダグラス・スローン                          | 10月9日        |
| 33   | In Your Dreams              | スクァッドローズ（ショホウセンカメレオン） （声 - トニー・ブラケット） クロコ・D・ヴィル（ヤツデンワニ） （声 - レイ・トラウト） ランバ・モンキー（ナナクサルンバ） （声 - ジョナサン・バー） ルード・エルフ（レインディアサンタ） （声 - ティム・ファビル） | ブリッタ・ジョンストン   | ジャッキー・マーチャンド                    | 10月16日       |
| 34   | Drawn Into Danger           | フリッジア（デズモリジュエル） （声 - ペニー・アシュトン） | ブリッタ・ジョンストン   | ジャッキー・マーチャンド                    | 10月23日       |
| 35   | House Of Cards              | ルーディドラゴンルーディドラゴン（ドラゴンドラン） （声 - ブルース・ホプキンス） | ブリッタ・ジョンストン   | ダグラス・スローン                          | 10月30日       |
| 36   | A Test Of Trust             | アグリー・モンスター（デズモヴォーラ） （声 - ジェームズ・コールマン） レプリカントゾード | ブリッタ・ジョンストン   | アン・オースティン                          | 11月6日        |
| 37   | Thunder Struck, Part I      | ゼルトラックス | アンドレ・メリフィールド | アン・オースティン                          | 11月13日       |
| 38   | Thunder Struck, Part II     | メソモンスター（声 - レイサム・ゲーンズ） | アンドレ・メリフィールド | ダグラス・スローン                          | 11月20日       |

## ゲーム
Power Rangers Dino Thunder
2004年9月22日にTHQからPlayStation 2版、ニンテンドー ゲームキューブ版、ゲームボーイアドバンス版の3種類が発売された。
PS2版とゲームキューブ版はパシフィックコースト・パワー&ライト開発し、ゲームボーイアドバンス版はナツメが開発した。
- 声の出演（PS2・GC）
  - レッドレンジャー、ブルーレンジャー - オーウェン・トーマス
  - イエローレンジャー - エイミー・プロベンツァーノ
  - ブラックレンジャー - ベガス・E・トリップ

## 国際展開
インドでは2005年からトゥーン・ディズニーで放送。2007年にはディズニーのインド進出3周年を記念して、ダイノサンダーレンジャーによるツアーイベントが行われた